# Тімбер-Пайнс (Флорида)
Тімбер-Пайнс (англ. Timber Pines) — переписна місцевість (CDP) в США, в окрузі Ернандо штату Флорида. Населення — 5163 особи (2020).

## Географія
Тімбер-Пайнс розташований за координатами 28°28′9″ пн. ш. 82°36′9″ зх. д. / 28.46917° пн. ш. 82.60250° зх. д. (28.469209, -82.602431).  За даними Бюро перепису населення США в 2010 році переписна місцевість мала площу 5,96 км², з яких 5,74 км² — суходіл та 0,22 км² — водойми.

## Демографія
Згідно з переписом 2010 року, у переписній місцевості мешкало 5386 осіб у 3225 домогосподарствах у складі 1927 родин. Густота населення становила 904 особи/км².  Було 3790 помешкань (636/км²).
Расовий склад населення:
| - 98,7 % — білих - 0,4 % — азіатів - 0,3 % — чорних або афроамериканців |

До двох чи більше рас належало 0,3 %. Частка іспаномовних становила 1,4 % від усіх жителів.
За віковим діапазоном населення розподілялося таким чином: 1,2 % — особи молодші 18 років, 13,0 % — особи у віці 18—64 років, 85,8 % — особи у віці 65 років та старші. Медіана віку мешканця становила 75,7 року. На 100 осіб жіночої статі у переписній місцевості припадало 80,0 чоловіків;  на 100 жінок у віці від 18 років та старших — 79,6 чоловіків також старших 18 років.
Середній дохід на одне домашнє господарство  становив 54 996 доларів США (медіана — 46 444), а середній дохід на одну сім'ю — 65 762 долари (медіана — 56 223). Медіана доходів становила 40 511 долар для чоловіків та 31 667 доларів для жінок. За межею бідності перебувало 4,8 % осіб, у тому числі 70,0 % дітей у віці до 18 років та 3,3 % осіб у віці 65 років та старших.
Цивільне працевлаштоване населення становило 403 особи. Основні галузі зайнятості: роздрібна торгівля — 17,9 %, освіта, охорона здоров'я та соціальна допомога — 16,4 %, транспорт — 14,4 %.